# (105) Artémis
Pour les articles homonymes, voir Artémis (homonymie).
(105) Artémis (désignation internationale (105) Artemis) est un grand astéroïde de la ceinture principale. Il a été découvert par James Craig Watson le 16 septembre 1868.

## Compléments